# 马尔林
马尔林，是西班牙卡斯蒂利亚-莱昂阿维拉省的一个市镇。 总面积6km2, 总人口38人（2001年），人口密度6人/km2。